# Ronco Scrivia
Ronco Scrivia – miejscowość i gmina we Włoszech, w regionie Liguria, w prowincji Genua.
Według danych na rok 2004 gminę zamieszkiwało 4487 osób, 149,6 os./km².